# Салмиозеро
Салмиозеро — озеро на территории Пенингского сельского поселения Муезерского района Республики Карелия.

## Общие сведения
Площадь озера — 1 км², площадь бассейна — 72,8 км². Располагается на высоте 209,6 метров над уровнем моря.
Форма озера лопастная, продолговатая, вытянуто с северо-запада на юго-восток. Берега озера каменисто-песчаные, местами заболоченные.
В юго-восточную оконечность озера втекает безымянный ручей, берущий начало из болота.
С севера в озеро втекает короткая протока (часть реки Варгуно)), из озера Верхнего.
С запада из озера вытекает река Салма, втекающая в реку Аймо.
Населённые пункты возле озера отсутствуют.
Код водного объекта в государственном водном реестре — 01050000111102000010823.